# Смрт у облацима
Смрт у облацима је дело детективски роман британске списатељице Агате Кристи које је друштво "Dodd, Mead and Company" први пут објавило у САД-у 10. марта 1935. под насловом Смрт у ваздуху, а у Великој Британији друштво "Collins Crime Club" у јулу исте године под изворним насловом Кристијеве. Америчко издање је коштало 2,00 долара, а британско издање на седам шилинга и шест пенија. У књизи се појављују белгијски детектив Херкул Поаро и главни инспектор Џап.

## Радња
Херкул Поаро се враћа у Енглеску подневним летом од Париза до ваздушне луке "Кројдон" у Лондону. Један је од једанаесторо путника у задњем одељку ваздухоплова. Остали су писац крими романа Данијел Кленси, француски археолог Арман Дупон и његов син Жан, зубар Норман Гале, др. Брајант, лихварка из Француске мадам Жизел, предузетник Џејмс Рајдер, леди Сесили Хорбури и њена пријатељица Вениша Кер; и Џејн Греј. Како се ваздухоплов спремао да слети, једна оса је примећена како лети око задњег одељка пре него што је послужитељ утврдио да је Жизелова мртва. Поаро, који је преспавао већи део лета, одбацује веровање да је умрла од убода осе. Уместо тога, он показује на стрелицу на поду за коју је утврђено да има отровни врх. Жизелова је њоме убодена у врат. Остаје питање како је убијена а да нико то није приметио.
Полиција је пронашла малу дуваљку поред Поароовог седишта. Изживциран што је обележен као осумњичени, он се заклео да ће скинути љагу са свог имена и решити случај. Захтевајући списак пртљага путника, он примећује нешто што га је заголицало, али није рекао шта. Уз помоћ Џејн у истрази, Поаро ради и са инспектором Џапом у Енглеској и инспектором Фурнијеом у Француској. Трагови се постепено појављују: жртва је имала две кашичице са шољом и тацном, дуваљку је у Паризу купио Американац, леди Хорбури је једна од дужника Жизелове, а супруг јој је ускратио новац, Жизелова је користила уцене како би осигурала да њени дужници не пропусте отплату. Само су стјуарди и Кленси прошли поред жртве током лета, а собарица леди Хорбури била је на лету након што је у последњем тренутку затражила да буде на њему.
Поаро истражује распитујући се и у Лондону и у Паризу. На лету за Париз он спроводи оглед који показује да би употребу дуваљке или било чега сличног приметили и остали путници. После тога се испоставља да Жизелова има отуђену ћерку Ен Морисот која сада наслеђује своје богатство. Поаро упознаје Ен и сазнаје да има супруга Американца или Канађана за кога се удала месец дана раније. Поаро потом износи опаску да осећа да је Ен видео и раније. Када је Џејн изјави да треба да истурпија нокат, Поаро схвата да је Ен служавка леди Хорбури Медлин - видео ју је како улази у задњи одељак током лета када ју је леди Хорбури послала по несесер. Он одмах наређује Фурнијеу да пронађе Ен. Француска полиција открива њено тело у возу за Булоњ и једну бочицу поред. Чини се да се отровала.
Поаро се решава случаја у присуству Џапа, Гејла и Кленсија. Убица Жизелове био је Норман Гејл који је хтео њено богатство. Убиство је било пажљиво смишљено: Гејл је понео зубарски капут током лета који је навукао након неког времена да би се представио као стјуард знајући да нико неће обраћати пажњу на такву особу. Под маском да је дошао са кашичицом до Жизелове и убоо је стрелицом, а затим је скинуо капут и вратио се на своје место пре него што је тело пронађено. Убиство Ен било је део плана - Гејл се оженио њом када је сазнао да је она ћерка Жизелове и намеравао је да је убије у Канади након што је наследио мајчино богатство како би се осигурао да наследи женину имовину. Међутим, морао је да је убије раније него што је било планирано јер је тражила наследство истог дана када ју је Поаро срео.
Оса која је зујала у задњем одељку пуштена је из кутије шибица коју је Гејл донео са собом, а то и његов капут изазвали су Поароове сумње када је читао списак пртљага путника. И оса и дуваљка, коју је подметнуо у кабину, требало је да доведу у заблуду. Гејл је порицао Поароово објашњење, али након што га је Поаро лагао о томе како је полиција пронашла његове отиске прстију на бочици у којој се налазио отров, њему је нехотице излетело да је носио рукавице у Енином убиству. Гејл је ухапшен. После тога, Поаро је повезао Џејн са Жаном Дупоном који се заљубио у њу током случаја.

## Ликови
- Херкул Поаро - познати Белгијски детектив
- Главни инспектор Џап - инспектор Скотланд Јарда
- Џејн Греј - фризерка
- Инспектор Фурније - инспектор Француске полиције
- Норман Гејл - зубар
- Арман и Жан Дупон - отац и син археолози
- Данијел Кленси - писац детективских романа
- Леди Сесили Хорбури
- Вениша Кер - леди Сесилина пријатељица
- Медлин/Ен Морисот - служавка леди Сесили
- Мадам Жизел - лихварка из Француске
- Др. Брајант, археолог
- Џејмс Рајдер
- Мишел - стјуарт

## Пријем
Књижевни додатак часописа Време 4. јула 1935. резимирао је текст овако: "Било који од осталих девет путника и два стјуарда могао је бити осумњичен. И сви су они били, укључујући Кленсија, писца детективских прича, кога је ауторка очигледно уживала да прави сулудим. Читалац који на крају не дочека потпуно изненађење мора бити јако акутан“.
Часопис Време је у свом главном раду дао књизи другу рецензију у издању од 2. јула 1935. године, када су радњу описали као "генијалну" и износили опаске о чињеници да је Кристијева развила методу представљања злочина у ограниченом простору (с помињањем Загонетке Плавог воза и Убиства у Оријент експресу), који "иако често коришћен, никада не губи своју изворност."
Ајзак Андерсон из часописа Књижевни преглед Њујорка 24. марта 1935. започео је своју рубрику овако:
Убиство отровном стрелицом, попут примитивних дивљака који дувају из дуваљки, одавно је престало да буде новина у детективској фантастици, а убиство у ваздухоплову постаје готово једнако често као убиство иза закључаних врата библиотеке, али мешавина отровне стрелице и ваздухоплова је вероватно јединствена. Није да су тако мале ствари за читаоца најмање последице. Главно је да је ово прича Агате Кристи у којој се појављује Херкул Поаро који је, судећи по његовом сопственом признању, највећи светски детектив. ...Ово је злочиначка слагалица првог квалитета, а поред тога и моћна забавна прича.
У издању часописа Посматрач из 30. јуна 1935. године, "Торквејмада" (Едвард Повис Метерс) започео је свој преглед, "Моје дивљење госпођи Кристи такво је да са сваком њеном новом књигом напрежем сваки умни живац да бих доказао да није успела, коначно, да ме хипнотише. По завршетку књиге Смрти у облацима открио сам да је успела још тријумфалније него обично." Закључио је речима: „Надам се да ће неки читаоци овог збуњујућег случаја предвидети бар лажан расплет. Нисам то ни урадио. Агата Кристи је недавно развила два додатна трика: један је, као жонглеру који непрестано испушта ствари, да остави трагови висе у неким поглављима, очигледно неопажено од стране њеног малог детектива иако смо га приграбили, а затим да га врати назад опет као неважно. Други је да нам наведе неке, али никако не све скривене мисли својих ликова. Ми читаоци се морамо чувати ових нових спретности. Што се тиче Поароа, само је за њега и Клеопатру извесна напомена о старости и обичајима строго применљива. Али можда инспектору Џапу не би било дозвољено да се мало смири годинама и одаљи од фазе морона?"
Поштовалац Кристијеве Милвард Кенеди из часописа Чувар започео је своју рецензију 30. јула 1935. године, „Веома мали број аутора постиже прави спој слагалице и забаве као што то често чини Агата Кристи“. Признао је да, „Смрт у облацима можда не спада у ред њених највећих достигнућа, али је далеко изнад просечне детективске приче“. Завршио је рекавши, "Госпођа Кристи пружа малу галерију скица прихватљивих ликова са ноктима. Она нам даје све трагове и чак нам говори где да их потражимо. Убицу би требало наћи с разлогом, али мало је вероватно успети осим нагађањем “.
Преглед у часопису Дневно огледало из 20. јула 1935. закључено је речима: "Остављамо Поароа да све то схвати. Он ради на томе уз свој уобичајени сјај, до краја."
Роберт Барнард: "Изузетно живахан примерак живог човека, мудријег од уобичајеног сталежа и распоном осумњичених. Скрупулозно коректно са свим траговима који су отворено представљени и о којима се расправља. Напомена, Ккленси, писац кримића и надмоћност француске полиције у односу на британску (без увреде)".

## Помињања и алудирања

### Помињање других дела
- У шестом поглављу, месје Фурније се помиње месје Жироа, француског детектива којег је Поаро упознао у књизи Убиство на терену за голф.
- У седмом поглављу, Поаро помиње случај тровања у којем убица користи „психолошки“ тренутак у своју корист, алудирајући на књигу Трагедија у три чина.
- У двадесетпрвом поглављу, Поаро помиње случај у којем су сви осумњичени лагали, алудирајући на Убиство у Оријент експресу.

### Помињање у другим делима
- У дванаестом поглављу каснијег романа о Поароу Смрт госпође Мекгинти (1952), алтер его Кристијеве, Аријадна Оливер, говори о свом роману у којем је направила дуваљку дугу 30,5 центиметара, а касније јој је речено да су дуге метар и 83 центиметара. Ово је било признање фундаменталне грешке у заплету књиге Смрт у облацима.

### Алудирања на стварни живот
На догађај који је доживела сама Кристијева убрзо након свог другог брака (са Максом Малованом) описан у њеној аутобиографији алудирано је у тринаестом поглављу. „Замислите, у малом хотелу у Сирији био један Енглез чија је супруга била болесна. И сам је до одређеног датума морао бити негде у Ираку. Еn bien, да ли верујете да је напустио жену и отишао на посао на време? И то су и он и супруга сматрали сасвим природним. Обоје су сматрали да је племенит, несебичан. Али лекар, који није био Енглез, сматрао је то дивљаштвом“.

## Прилагођавања

### Телевизија

#### Британска екранизација
Роман је прилагођен као епизода за серије Поаро 1992. године. У њој су играли Дејвид Сачет као Херкул Поаро и Филип Џексон као главног инспектора Џејмс Џап. Иако је екранизација углавном остала верна већини радње романа, садржала је бројне промене:
- Ликови др. Брајанта, Џејмса Рајдера и Армана Дупона су избачени из екранизације. Жан Дупон је једини археолог на лету.
- Летелица је помало анахрони Даглас DC-3, а не Хендли Пејџ ХП42 како је описано у роману. DC-3 је први пут полетео у децембру 1935. године, роман је смештен у јуну 1935. године (Поаро гледа како Фред Пери осваја француско првенство). Сви ХП42 су уништени до 1941. године, а DC-3 који је још увек летео и који се користио у производњи има таблице Г-АМРА, изграђен је 1944. године.
- Поароу помаже Џап током истраге и долази са њим да истражи случај у Француској због чега инспектор Фурније има умањену улогу.
- Појединости око неких ликова су измењене:
  - Џејн Греј је стјуардеса на лету, а не фризерка. Иако је на случају радила са Поароом, на крају није ступила у везу ни са ким.
  - Данијел Кленси пати од умне болести због које верује да његов измишљени детектив управља његовим животом. Он је дошао на објашњење углавном да би сазнао ко је убица, уместо да буде сведок рада правог детектива.
  - Вениша Кер и Поаро нису мењали места током летуа.
  - Ен Морисот (илити Медлин) удала се за Гејла у Паризу, а не у Ротердаму.
  - Арман Дупон је мртав две године.
  - Поаро упознаје неке од осумњичених на тениском окршају који посећује у Паризу на позив Џејн.

#### Јапанска цртана серије
Касније је роман прилагођен као последње 4 епизоде јапанске анимиране телевизијске серије Велики детективи Поаро и Марпл Агате Кристи које су емитоване 2005. године.

### Радио
Роман је за радио прилагодио ББЦ Радио 4 2003. године, а у њему су играли Џон Мофат као Поаро, Филип Џексон као главни инспектор Џап (као и у серији Поаро), Џефри Вајтхед као месје Фурније и Тереза Галагер као Џејн Греј.

## Занимљивости
На роман се нарочито скренула пажња у епизоди „Једнорог и оса“ серије Доктор Ху, у којој су Доктор и Дона који су се срели са Агатом Кристи 1926. године и истраживали низ убистава поред ње који су били подстрек њеним романима до тог датума, а које је починила џиновска, ванземаљска оса. Доктор је посебно приметио на крају епизоде, да иако је Кристијева сећања на догађаје избрисала након смрти осе, она их се присетила на такав начин да су је касније подстрекли да напише Смрт у облацима уз укључивање осе као део радње.